# Liste der Stolpersteine in Ronneburg (Thüringen)

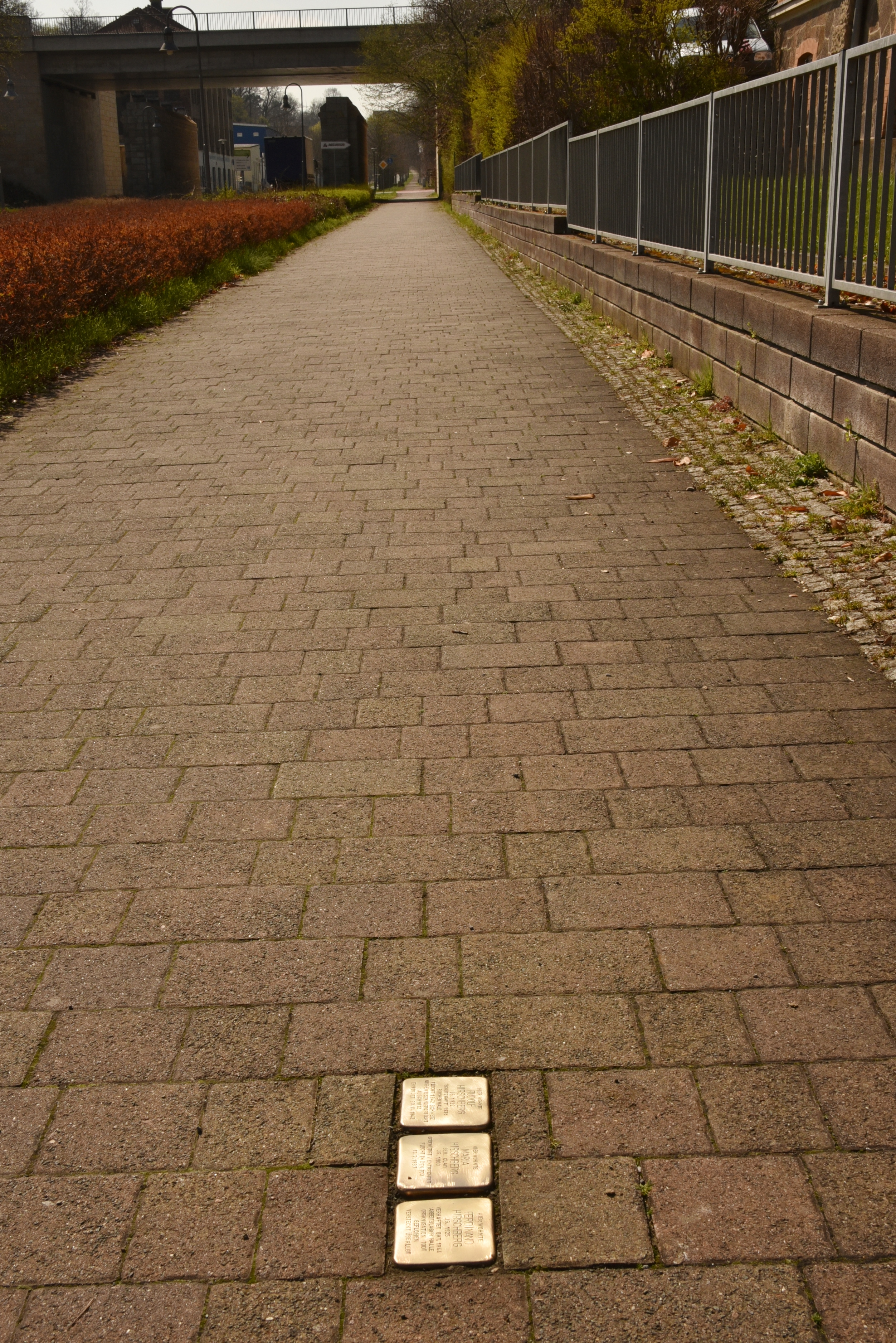
Stolpersteine für Familie Hirschberg

Die Liste der Stolpersteine in Ronneburg (Thüringen) enthält alle Stolpersteine, die im Rahmen des gleichnamigen Kunst-Projekts von Gunter Demnig in Ronneburg verlegt wurden. Mit ihnen soll der Opfer des Nationalsozialismus gedacht werden, die in Ronneburg lebten und wirkten. Am 28. November 2019 wurden die ersten drei Stolpersteine vor der ehemaligen Kammgarnspinnerei Clad verlegt.

## Liste der Stolpersteine
| Stolperstein | Inschrift | Verlegeort        | Name, Leben |
| ------------ | --- | ----------------- | --- |
|              | HIER WOHNTE FERDINAND HIRSCHBERG JG. 1925 VERHAFTET OKT. 1944 ARBEITSLAGER HALLE ORGANISATION TODT GEFLOHEN VERSTECKT ÜBERLEBT                 | Brunnenstraße 2 · | Ferdinand Hirschberg wurde am 9. Februar 1925 als Sohn von Maria und Max Hirschberg in Ronneburg geboren. Nach dem Tod seiner Mutter übernahm sein Onkel die Vormundschaft. Im Oktober 1944 wurde er verhaftet und musste in der Organisation Todt Zwangsarbeit im Arbeitslager Halle verrichten. Er konnte fliehen und sein Onkel half ihm unterzutauchen. Er verstarb im Jahr 2017. Zur Verlegung seines Stolpersteines waren seine beiden Töchter anwesend.      |
|              | HIER WOHNTE MARIA HIRSCHBERG GEB. CLAD JG. 1900 GEDEMÜTIGT / ENTRECHTET FLUCHT IN DEN TOD 13.2.1937                                            | Brunnenstraße 2 · | Maria Hirschberg geb. Clad wurde am 19. Juni 1900 in Ronneburg geboren. Seit dem 17. Januar 1922 war sie in einer sogenannten Mischehe mit dem Juden Max Hirschberg verheiratet und hatte mit ihm zwei Söhne. 1934 wurde sie von ihrem Mann geschieden, der dann auswanderte. Sie nahm sich am 13. Februar 1937 selbst das Leben, als ihr die Zwangssterilisation drohte.                                                                                           |
|              | HIER WOHNTE RUDOLF HIRSCHBERG JG. 1922 'SCHUTZHAFT' 1938 BUCHENWALD FLUCHT 1942 SCHWEIZ AUSGEWIESEN / DEPORTIERT AUSCHWITZ ERMORDET 30.11.1942 | Brunnenstraße 2 · | Rudolf Hirschberg wurde am 25. April 1922 in Dresden als Sohn von Maria und Max Hirschberg geboren. Nach dem Tod seiner Mutter übernahm sein Onkel Werner Clad die Vormundschaft. 1938 wurde er verhaftet und nach Buchenwald verbracht. 1942 versuchte er die Flucht in die Schweiz, indem er den Rhein durchschwamm. Die Schweiz wies ihn jedoch wieder aus. Am 27. November 1942 wurde er in das KZ Auschwitz deportiert und dort am 30. November 1942 ermordet. |

## Verlegungen
- 28. November 2019: drei Steine an einer Adresse[1]